# 杓蘭亞科
杓蘭亞科（学名：Cypripedioideae），又称喜普鞋蘭亞科，是兰科的亚科，包括杓兰属（Cypripedium）、镊萼兜兰属（Mexipedium）、兜兰属（Paphiopedilum）、美洲兜兰属（Phragmipedium）和南美杓兰属（Selenipedium）。此亚科的特点是花朵都具有深囊状（兜形、拖鞋形）唇瓣，因此昆虫很容易陷入兜形唇瓣中。昆虫在逃逸时会被迫爬过退化雄蕊，退化雄蕊上的花粉块会黏附在昆虫身上，从而完成传粉。此亚科约有165个种。

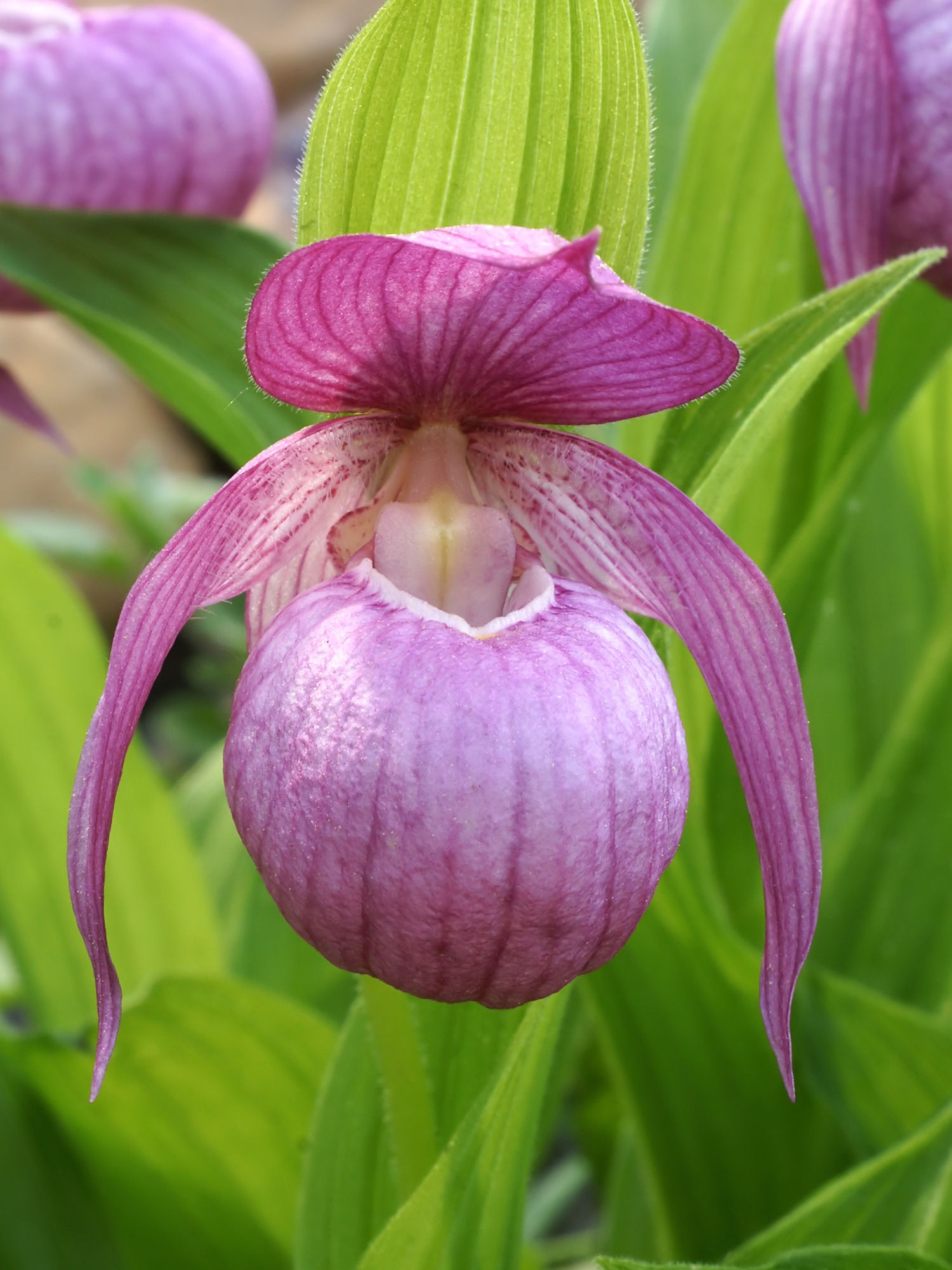
大花杓兰（Cypripedium macranthos）

## 分类
杓蘭亞科与其他亚科相比具有显著差异，主要差异是此亚科的兰花都具有两枚能育雄蕊、一枚盾形退化雄蕊、一枚特化成深囊状的唇瓣和由两枚侧萼片合生而成的合萼片。因此，之前有观点认为此演化支可以单独成为一科即杓兰科。2000年左右，分子系统发生学和DNA采样表明，独立的杓兰科是不妥当的，应保持杓蘭亞科的地位。
杓蘭亞科是单系群，包含5个属：
- 杓兰属（Cypripedium）：主要分布在亚洲、北美洲和欧洲（仅一种）。皇后杓兰（Cypripedium reginae）是美国明尼苏达州的官方州花；粉红杓兰（Cypripedium acaule）是加拿大爱德华王子岛省的官方省花。
- 兜兰属（Paphiopedilum）：主要分布在东南亚和中国南方的热带雨林中。兜兰属易于栽培，在兰花爱好者中很流行，因此一定程度上，对兜兰的过度采挖影响了其生长存活。
- 美洲兜兰属（Phragmipedium）：分布在南美洲和中美洲，易于栽培，相比兜兰属需要更低温度，因此在很多地区不需要温室栽培。
- 镊萼兜兰属（Mexipedium）：单型属，包含一种镊萼兜兰（墨西哥兜兰、墨西哥鞋兰、墨国兜兰），仅分布在墨西哥瓦哈卡州。
- 南美杓兰属/璧月兰属（Selenipedium）：主要分布在中美洲和南美洲。

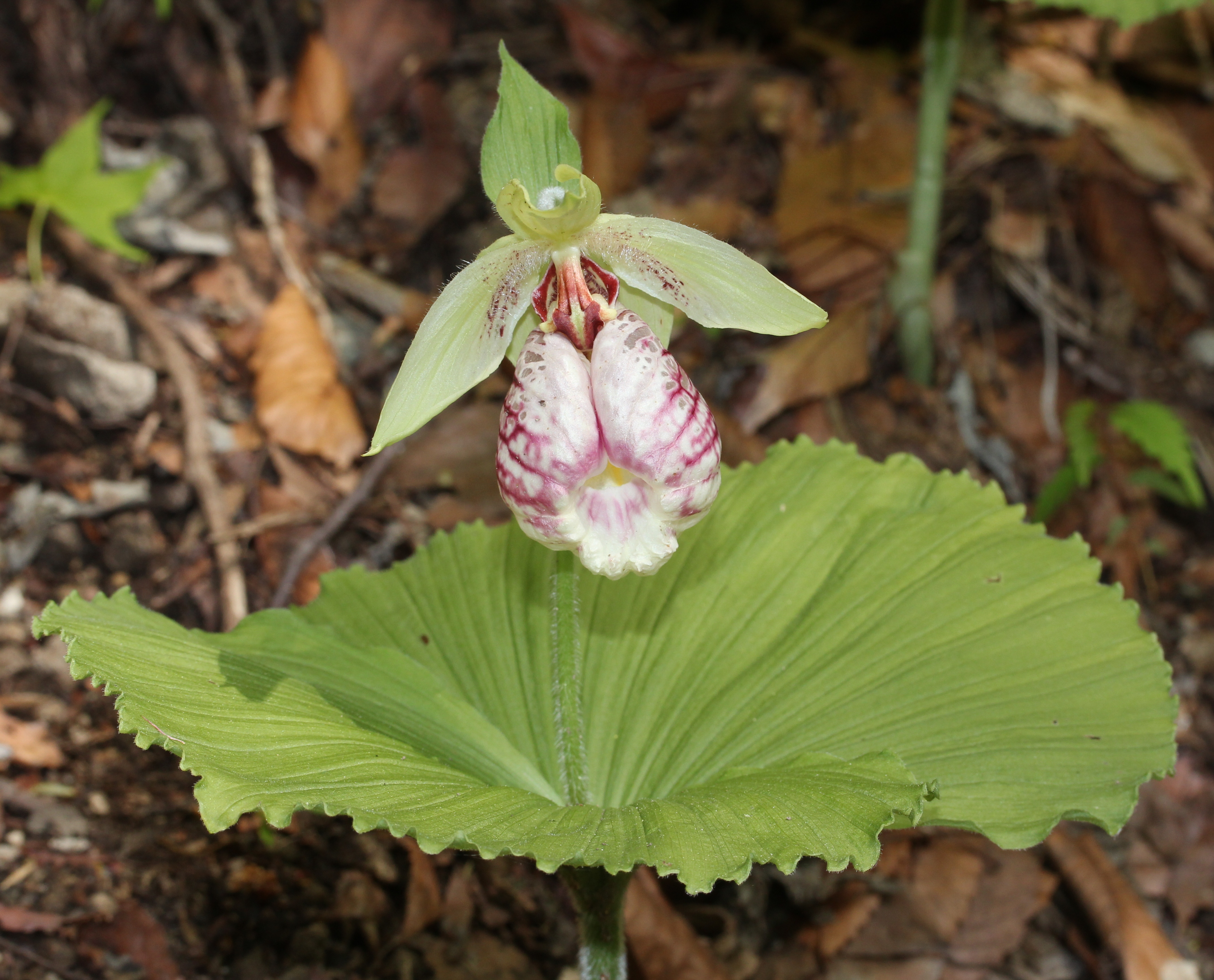
扇脉杓兰 Cypripedium japonicum
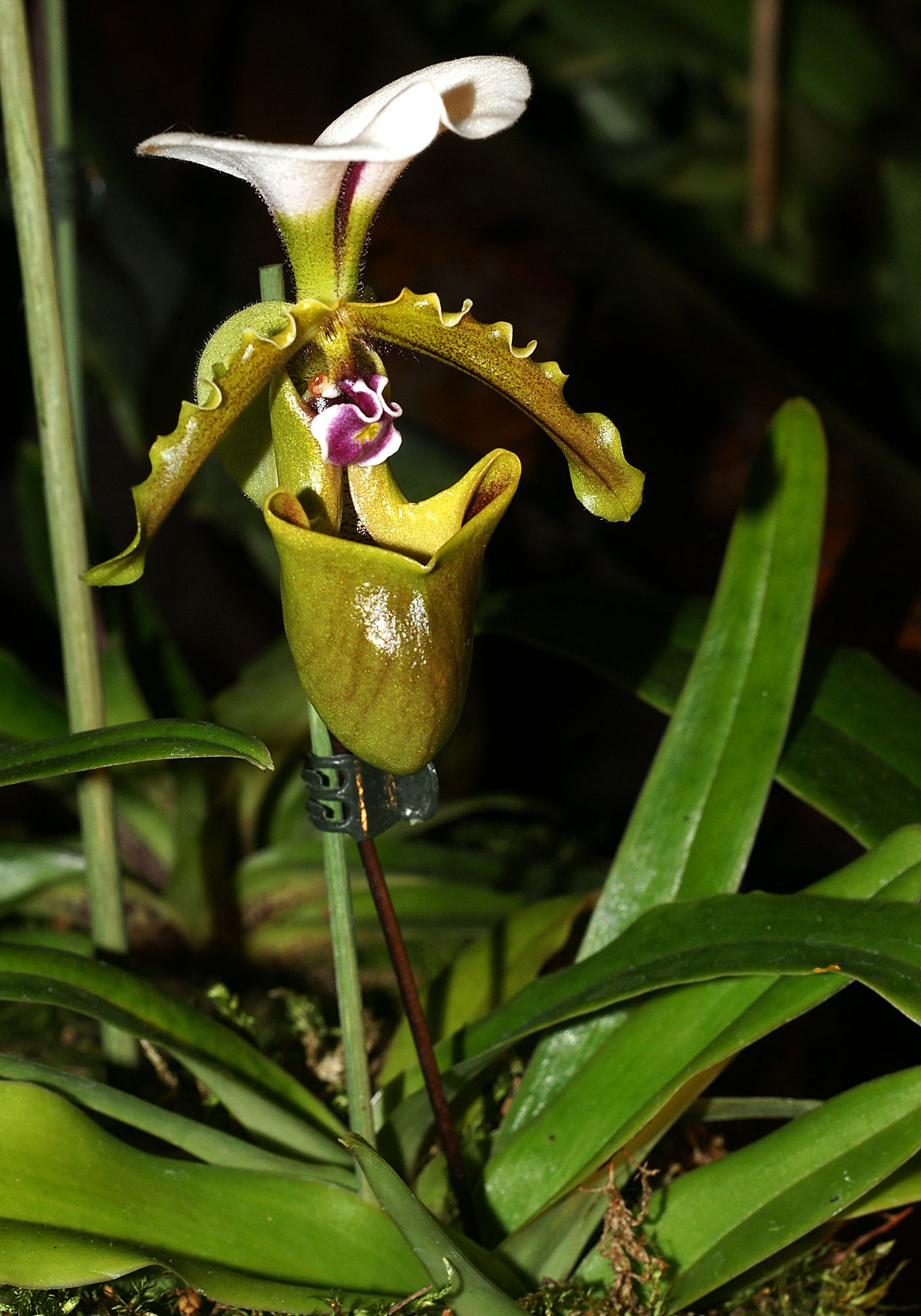
白旗兜兰 Paphiopedilum spicerianum
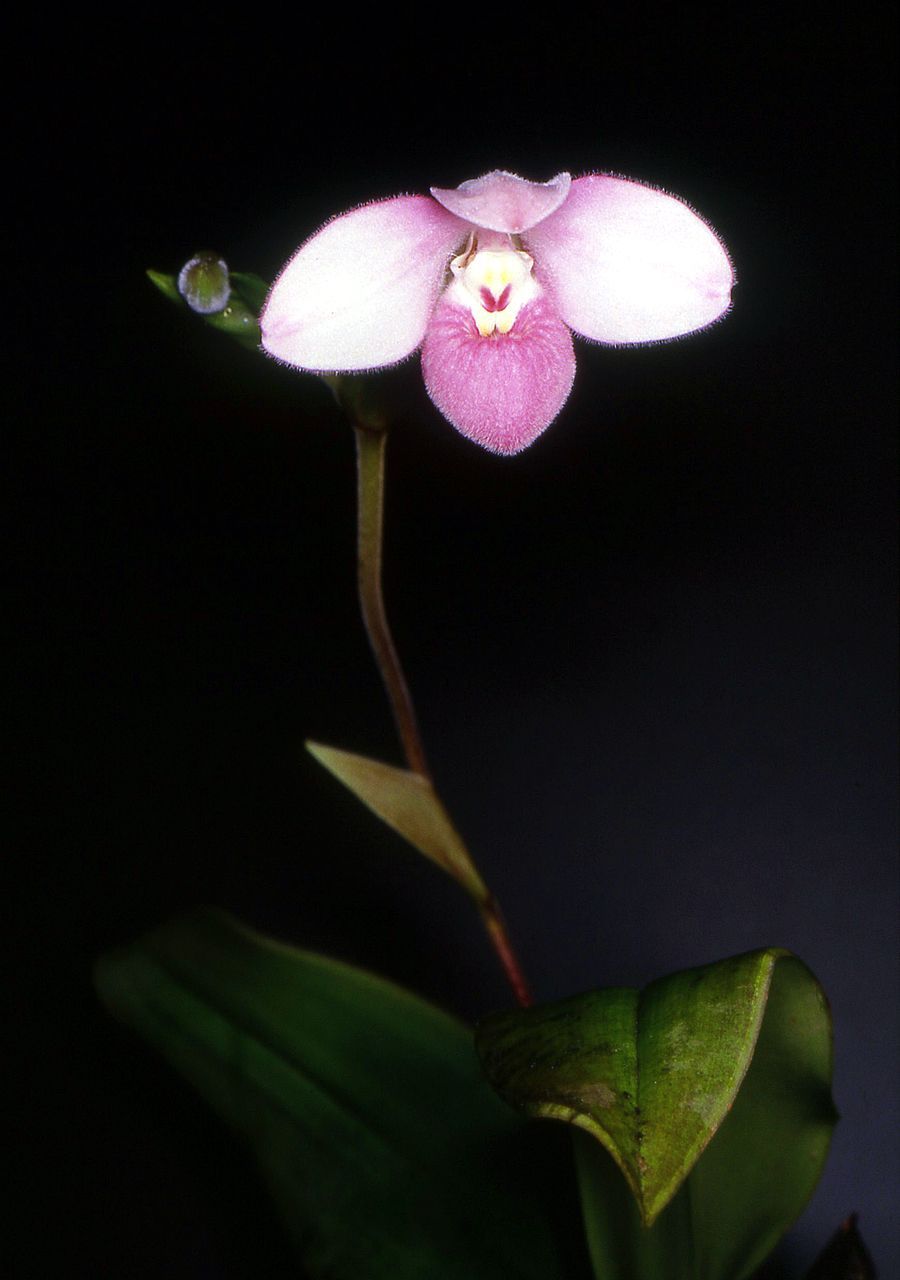
短瓣美洲兜兰 Phragmipedium schlimii
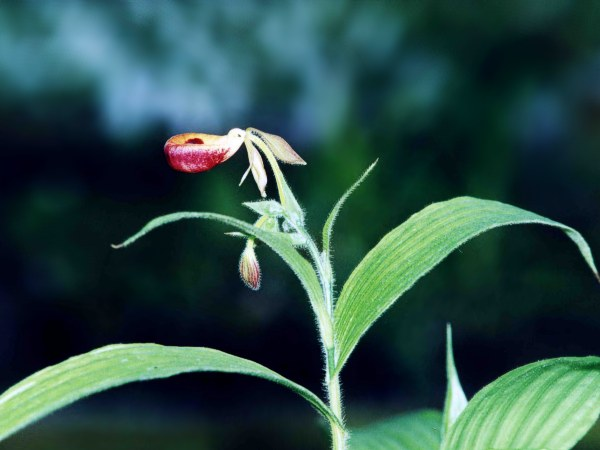
腺苞璧月兰 Selenipedium palmifolium
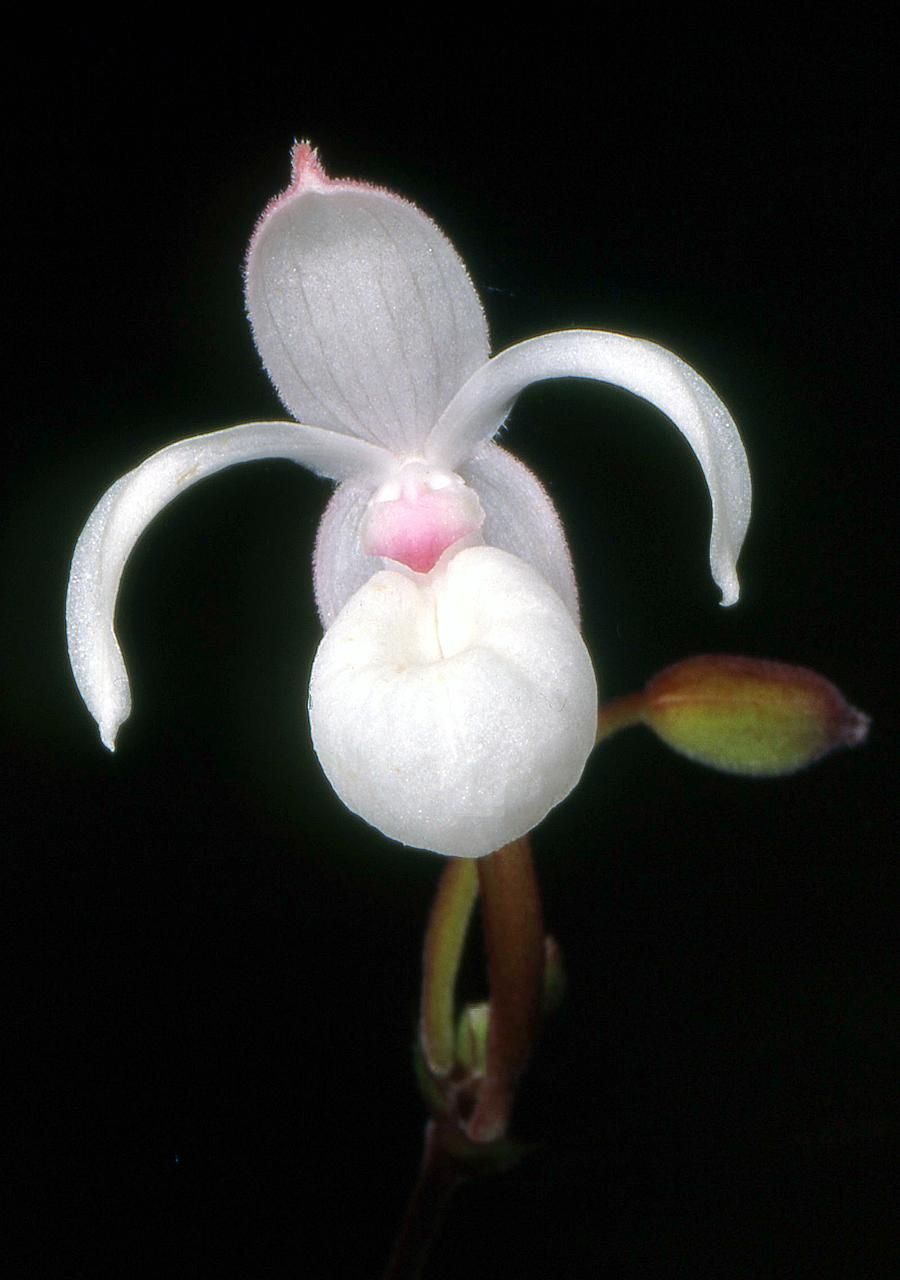
镊萼兜兰 Mexipedium xerophyticum

## 延伸阅读
- Cox, A. V., A. M. Pridgeon, V. A. Albert, and M. W. Chase. 1997. Phylogenetics of the slipper orchids (Cypripedioideae: Orchidaceae): nuclear rDNA ITS sequences. Plant Systematics and Evolution 208: 197–223. PDF Abstract[永久]
- Pridgeon, A. M.; Cribb, P. J.; Chase, M. W. & F. N. Rasmussen (1999): Genera Orchidacearum Vol. 1, Oxford U. Press. ISBN 0-19-850513-2